# Авіапригода з Ан-74 в Центральній Африці 2017
Авіапригода з Ан-74 в Центральній Африці — авіаційна пригода, що сталася 29 липня 2017 року на острові Сан-Томе держави Сан-Томе і Принсіпі в Центральній Африці української авіакомпанії CAVOK Air, члени екіпажу дістали травми.

## Літак
Вантажний літак Ан-74ТК-100 належить української авіакомпанії CAVOK Air.

## Падіння
Авіаційна пригода сталася на острові Сан-Томе держави Сан-Томе і Принсіпі в західному узебережжі Африки. Першим повідомив на своїй сторінці у Facebook заступник міністра інфраструктури України Юрій Лавренюк.
|  | "Дощовий суботній день продовжується... Годину тому, при злеті з острова Сан-Томе (Сан-Томе і Принсіпі) зазнав аварії вантажний літак Ан-74 української авіакомпанії CAVOK Air. Попередня інформація, це попадання зграї птахів в правий двигун під час зльоту. Всі члени екіпажу живі, але зазнали травм. Тримаємо ситуацію на постійному контролі." (заступник міністра інфраструктури України Юрій Лавренюк) |

## Причина катастрофи
Попередньою причиною названо 29 липня 2017 року попадання зграї птахів в правий двигун (№ 2) під час зльоту та розгону на злітній смузі. Екіпаж вирішив припинити зліт. Однак втримати літак на злітно-посадковій смузі довжиною 2190 метрів не вдалося. Літак вилетів за межі злітно-посадкової смуги на набережну і розбився. Передній фюзеляж розбився просто перед крилами. Регулятор тяги на двигуні № 1 був укладений, а на двигуні № 2 було розгорнуто реверсор.

## Наслідки
Четверо із шести членів екіпажу отримали легкі тілесні ушкодження та були доставлені до шпиталю для надання першої медичної допомоги. Після цього члени екіпажу повернулися до готелю.
Однак, згодом, місцеві органи поліції повернути їх до шпиталю для взяття аналізів на алко- та нарковмісні речовини.
«Екіпаж не потребує будь-якого додаткового лікування. Травм, які можуть загрожувати життю та здоров'ю у членів екіпажу немає. Наразі їхній стан задовільний. Після взяття аналізів на алко- та нарковмісні речовини члени екіпажу повернуться до готелю. Далі вирішуватиметься питання про доставлення їх в Україну», — зазначив ввечері 29 липня 2017 року заступник міністра інфраструктури України Юрій Лавренюк.

## Історія
Авіаційні катастрофи з українським літаком АН-74 до цього вже ставались тричі:
- 16 вересня 1991 року — авіаційна катастрофа з Ан-74 в Ленську (РРФСР)[ru], коли літак перевозив бригаду з техобслуговування за маршрутом Петропавловськ-Камчатський — Ленськ — Омськ — Анапа, але через 98 секунд після зльоту, літак зачепив дерева, впав на землю і згорів. Загинули всі, хто знаходився на борту 13 осіб (7 пасажирів і 6 членів екіпажу).
- 25 квітня 2006 року — у Камеруні розбився український Ан-74ТК-200, виконуючи гуманітарний рейс до Чаду. На борту перебували 6 громадян України, працівників Харківського авіазаводу. Всі вони загинули[7].
- 17 травня 2014 року — сталась катастрофа Ан-74ТК-300 під Пхонсаваном в Лаосі[ru]. Загинули 16 з 17 осіб на борту.